# Рай Бенджамін
Рай Бенджамін (англ. Rai Benjamin) (нар. 27 липня 1997) — американський легкоатлет антигуанського походження, який спеціалізується у бар'єрному бігу, володар одного з найкращих результатів у бігу на 400 метрів з бар'єрами за всю історію дисципліни (46,98).
На чемпіонаті світу-2019 здобув дві нагороди: «срібло» у бігу на 400 метрів з бар'єрами та «золото» в естафетному бігу 4×400 метрів.